# Lars Eller
Lars Fosgaard Eller (Rødovre, 8 de maio de 1989)  é um jogador profissional de hóquei no gelo dinamarquês que atua na posição de central pelo Washington Capitals, da NHL.

## Carreira
Lars Eller foi draftado em 2007, na décima quinta posição pelo St. Louis Blues.

## Títulos

### Washington Capitals
- Stanley Cup: 2018